# کیلا سانچز
کیلا سانچز (انگلیسی: Kayla Sanchez؛ زادهٔ ۷ آوریل ۲۰۰۱) شناگر زن اهل کانادا است.
وی در مسابقات کشوری و بین‌المللی در مجموع برندهٔ ۲ مدال طلا، ۴ مدال نقره، ۵ مدال برنز شده‌است.